# Tynemouth
Pour la circonscription électorale, voir Tynemouth (circonscription du Parlement britannique).
Tynemouth est une ville d'Angleterre, dans le comté de Tyne and Wear. Située à l'embouchure de la Tyne, dont elle tire son nom, entre North Shields et Whitley Bay, elle compte 67 519 habitants.
Elle fait partie du district métropolitain de North Tyneside.

## Histoire
L'embouchure de la Tyne est habitée depuis l'âge du fer. Au VIIe siècle, un monastère y fut construit : pillé par les Danois en 800, reconstruit, détruit de nouveau en 875, il fut rebâti et fortifié en 1083. Trois rois y seraient enterrés : Oswine de Deira, Osred II de Northumbrie et Malcolm III d'Écosse.
Les épouses des rois Édouard Ier et Édouard II d'Angleterre y résidèrent quand leur mari bataillaient en Écosse. Édouard III le considérait comme un des plus puissants châteaux des marches septentrionales du royaume.
C'est en 1325 que le prieur du monastère décida de construire un port pour le village qui s'était développé au pied du prieuré, ce qui alimenta pendant plusieurs siècles des conflits avec Newcastle upon Tyne concernant les droits de pêche.

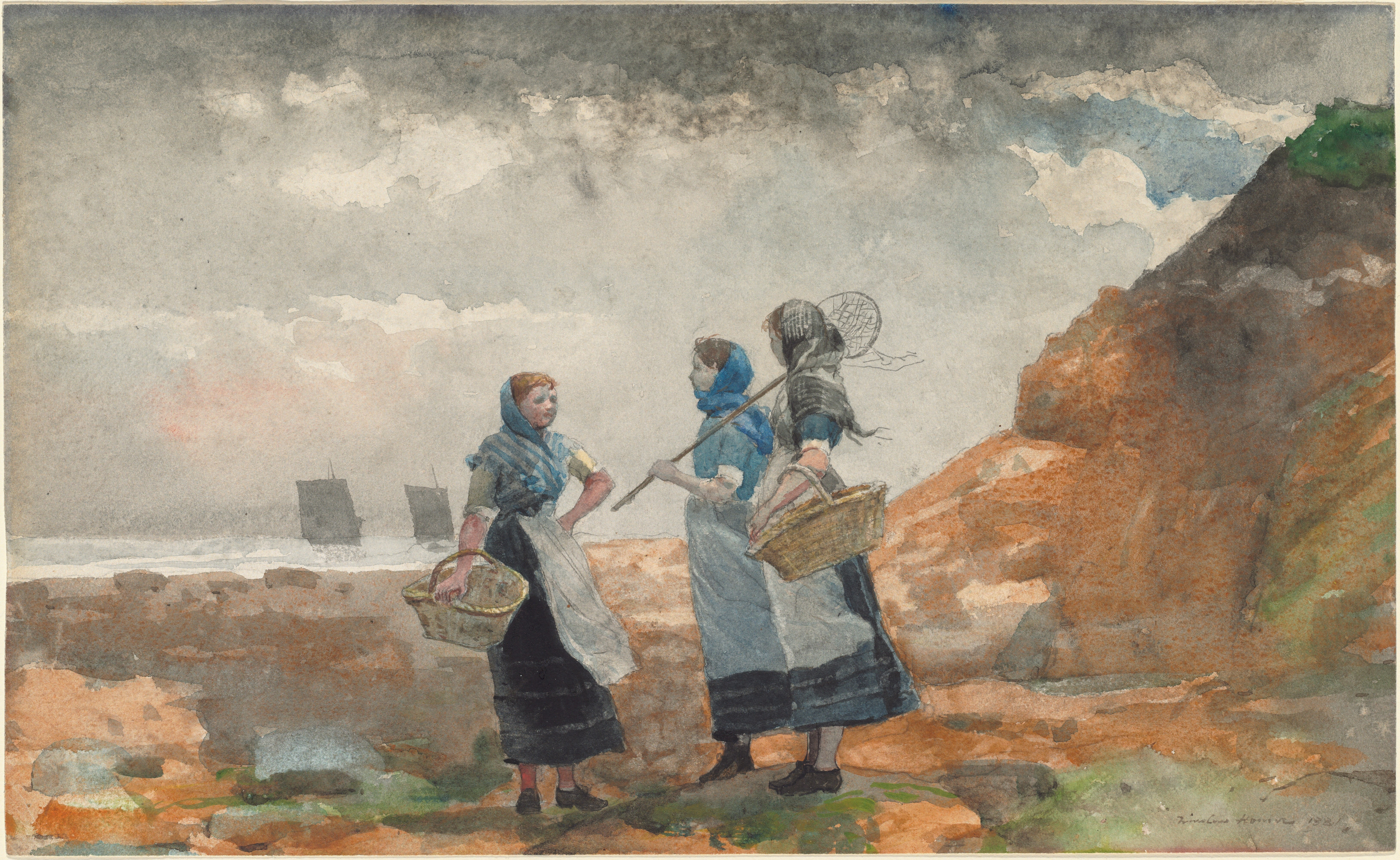
Three Fisher Girls, Tynemouth (Trois pêcheuses)
Winslow Homer, 1881
National Gallery of Art, Washington

Le peintre américain Winslow Homer part en Angleterre l'été 1881, pour un voyage qui va durer plus d'une année. Il demeure dans le petit port de Tynemouth, où il s'adonne à l'aquarelle. Sa production est suffisamment importante et intéressante pour qu'il obtienne une exposition à la Royal Academy en 1882.